# Etnozoología
La etnozoología es una rama de la ciencia moderna que se centra en el estudio y conocimiento, en la relación de los grupos étnicos con la fauna silvestre de su entorno. La vinculación y utilización se retoma su cosmovisión, como son  las prácticas de creencias místicas, morales, rituales, usos medicinales, económicos y consumo de subsistencia entre otros. Es un área del conocimiento que, por naturaleza, aglutina diferentes ramas del saber humano, caracterizándose por ser una ciencia esencialmente interdisciplinar.

## Objetivo de la etnozoología.
La etnozoología ordena y codifica los conocimientos empíricos acumulados por la cultura tradicional acerca del reino animal. Su objetivo es hacer comprensibles las nociones existentes sobre los animales de una fauna específica y sus interrelaciones. Conecta ideas y unifica conocimientos, constituyendo un segmento importante de “una primera filosofía de la naturaleza”. Se manejan categorías y se clasifica, produciéndose “un sistema de nociones jerarquizada” visible en cada taxonomía etnozoológica no encuentra su modelo en la realidad externa o mundo tangible sino en la representación de este en la mente de los actores y en las percepciones de éstos vinculadas a su experiencia social y transmisión cultural.

## Historia
El término de etnozoología fue defendida por Mason (1899) en Estados Unidos de América como “la zoología de la región tal y como narrada por el salvaje”. Al investigar las técnicas usadas en la cacería practicada por algunos pueblos indígenas norteamericanos, Mason decía que toda la fauna encontrada en una región, directa o indirectamente, entra en la vida y pensamiento de cada grupo humano.
Posteriormente en Europa, aparece el término en 1962 en el artículo escrito por AndréGeorge Haudricourt, donde se resalta la importancia de la etnozoología y la etnobotánica en el estudio de las relaciones entre seres humanos con la naturaleza. En 1973 se realizó el Primer Coloquio de Etnozoología en el Museo de Historia Natural de París (Francia), con la presentación de más de 60 trabajos abarcando diferentes aspectos de la etnozoología.
En América Latina, México es el precursor del origen de estas disciplinas mediante dos grandes obras que se remontan al siglo XVI. Por un lado, desde la perspectiva etnobotánica con el Códice De la Cruz Badiano (1552) el cual documenta información relacionada principalmente con la medicina tradicional, registrando una diversidad de plantas y animales, las formas de adquisición, preparación y administración; y la de empleados en el México prehispánico para la cura de enfermedades tanto fisiológicas como de afiliación cultural

## Etnozoología contemporánea.
La etnozoología del siglo XXI avanza en un proceso teórico-conceptual, con la finalidad de proporcionar las bases para estudiar cualquier tipo de interrelación que se establezca entre los seres humanos y los animales. Busca principalmente documentar y explicar cómo es que los seres humanos conciben, clasifican, representan, utilizan y manejan los recursos animales desde un enfoque cognitivo-simbólico y utilitarista.

## Importancia de la etnozoología.
La etnozoología aporta al conocimiento mediante el rescate de las ideas de conservación de las comunidades étnicas, desde el conocimiento holístico con respecto a la fauna silvestre con la que conviven las cuales son consideradas sagradas para ellos. Provee bases de conocimiento para el manejo de la fauna silvestre que habita en áreas protegidas. Así mismo, protege especies vulnerables o en peligro de extinción, de las presiones Antrópicas (Revista de Ciencias Sociales y Humanidades), enfocándose a la conservación de la especie como parte de un patrimonio cultural de cada lugar. Además, las investigaciones que integran la etnozoologia con la ciencia clásica etnociencia, producen resultados más interesantes justamente porque, ese tipo de enfoque integrador, valoriza el saber local de las poblaciones étnicas que habitan los diferentes espacios en relación con toda su biocultura. Los resultados de estudios etnozoológicos pueden aportar a las políticas de manejo y gestión de recursos faunísticos, ya que, al conocer la percepción que las comunidades tienen con respecto a los animales, se pueden implementar estrategias para el manejo de la fauna silvestre, como el caso de comunidades que viven de la cacería de Subsistencia

## Etnozoología en América Latina
Para entender el estudio de la etnozoologia, se presenta una investigación que se desarrolló en el noroeste Argentino y el extremo nor-oriental de los Andes venezolanos, sobre la etnozoología del oso andino (Tremarctos ornatus). En esta estudio se analizó la taxonomía, del animal, y la percepción que tiene sobre esta especie las comunidades de los países como Argentina, Bolivia, Colombia, Ecuador, Perú, Venezuela.

### Argentina
En Argentina se encontró que Tremarctos ornatus es percibida como una especie antropomorfizada asignándole característica de un ser con aspecto oso – hombre, de fuerza descomunal que anda en dos patas. Así mismo en la cosmovisión de la comunidad del noroeste de Argentina esta especie recibe diferentes denominaciones, entre las más conocidas El ucumar, uco (macho) y uca (hembra), y se tienen versiones de mitos de que es peligroso ir por los valles de las montañas, ya que si el ucumar es macho rapta a las mujeres y si es hembra rapta a los hombres.

### Bolivia
En Bolivia en la zona de Yamparaez, el oso andino es llamado jukumari. La cosmovisión sobre el oso, es que es un ser que habita en los bosques, de aspecto peludo que camina sobre las patas traseras, sonríe y no habla, se apodera de mujeres para procrear hijos, quienes heredan la agilidad y fuerza del padre (Costas – Arguedas, 1950).
En el departamento de La Paz, manifiestan que el jukumari camina como los hombres, tiene mucha fuerza, se viste con ropa como la de los humanos, no tiene miedo a nadie ni a nada, al molestarse puede abrazar bien fuerte hasta asfixiar, no tiene codos para rezar a los Achachilas (cerros nevados considerados poderosos) y es hijo de un mono que antes vivía en la zona.
Para la comunidad Lambate, dentro de su cosmovisión el del oso andino es denominado tío Tomás, él siempre defiende al hombre de los pumas, es bien negro y tiene la cara con máscara, no le hace nada al hombre, es bueno, pero cuando se molesta puede atacar al hombre (Yáñez, 2002).

### Colombia
En Colombia, el oso andino es percibido por varias etnias como un animal totémico. En la tribu de los tunebos al oso se le atribuye un papel de mucha importancia dentro de la concepción del propio origen de los tunebos, ya que lo consideran su padre, hermano mayor y el primer hombre que hubo, es por esto que no se permitía cazarlo. Así mismo pensaban que sus ancianos al morir, se convertían en osos, como parte del proceso de los fallecidos eran envueltos en mochilas y arrojados al río Cabugón, Bachira o Bajaná, por lo cual los indígenas no utilizaban sus aguas.
Los campesinos de la región dan una interpretación diferente sobre este aspecto, para ellos el oso es un tunebo que cometió una falta y por ello Dios lo castigó. En la etnia Yukpa en la sierra de Perijá del lado colombiano, utilizan a Tremarctos ornatus, para alimentarse de su carne y utilizan la grasa para medicina; es por ello que la comunidad busca a los osos exclusivamente para extraer su manteca y venderla. Los huesos también son usados para hacer remedios justificando su uso porque el animal se alimenta de plantas igualmente medicinales y por ello tienen ese tipo de propiedades; la comunidad manifiesta que las partes del animal pueden ser usadas como medicina dependiendo de lo que se alimente el animal. En las áreas rurales de Güicán, se cree que el omoplato derecho del oso hace crecer sanos y fuertes a los niños, si se les suministra raspado en la comida. En Tolima, según relatos, la grasa cumple el mismo objetivo, aplicada en el ombligo.
Sobre los usos es importante resaltar que según sus relatos los huesos del primer oso que los Yukpa cazaron en el Perijá, fueron utilizados para hacer las puntas de las flechas, flautas para algunos festejos, como es el baile realizado a un muerto cuando se va a enterrar por segunda vez, con las uñas y los dientes se hacen collares y pulseras que las mujeres o los hombres pueden usar al sembrar algún producto, para que su cosecha sea grande y fuerte como el Mashiramo.

### Ecuador
En Ecuador, dentro de la cosmovisión se cree que el oso andino posee poderes mágicos y vaga por los bosques de niebla. De este se tiene muchos relatos relacionados sobre desapariciones de mujeres que el oso arrebata y se las lleva a su cueva.

### Perú
En Perú, según el mito quechua, la cosmovisión de las comunidades está basada en varios relatos narrativos como el cuento sobre "la historia de la pastora de ovejas y el oso" es un relato nativo posiblemente prehispánico; este aborda el tema del oso que secuestra a las mujeres bellas andinas para tener acceso carnal con ellas. Esta creencia de la unión sexual oso-mujer está representada en varias cerámicas Moche.
Los cazadores del siglo XX, como sus predecesores, asocian los osos con la fuerza sobrehumana y la virilidad; de manera similar, la gente de la sierra hoy en día alimenta con excrementos de oso a su ganado para hacerlo más fuerte, y beben la sangre de osos muertos recientemente como un tipo de comunión para ayudarlos a ellos a ser más como un oso.
En lo relacionado con la economía, se puede encontrar ocasionalmente en los mercados grasa de oso a la venta como un ungüento para las contusiones, las garras son vendidas como amuletos, y el báculo de los huesos como afrodisíaco. También se encuentran algunas de las partes del oso andino para curar enfermedades, ya que es una práctica muy antigua que data desde hace siglos. Sin embargo, estas personas también, les dan un valor económico a otras partes, vendiéndolas a los turistas o visitantes locales; así mismo considera al oso como un animal agresivo y a la vez el principal culpable de las muertes de sus ganados, la mayoría cree que el oso solo se alimenta de carne, por lo que son cazados y las primeras personas que lo hacen tienen la creencia de que se debe beber la sangre caliente para obtener más vitalidad y fortaleza.

### Venezuela
En Venezuela, el oso andino está inserto dentro de la cosmovisión de los pueblos andinos mediante el mito de un ser denominado como El Salvaje, habitante de las montañas y páramos, el cual sale en busca de las mujeres para raptarlas y hacerlas suyas. Para los campesinos y aborígenes, la carne es valorada y muy apetecida, además creen que su grasa es medicinal.